# Central Hidroeléctrica Simón Bolívar

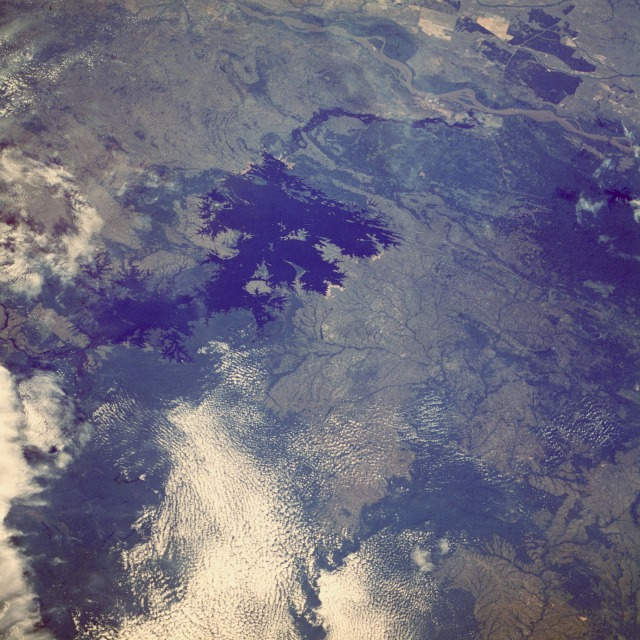
Represa vista desde el espacio.

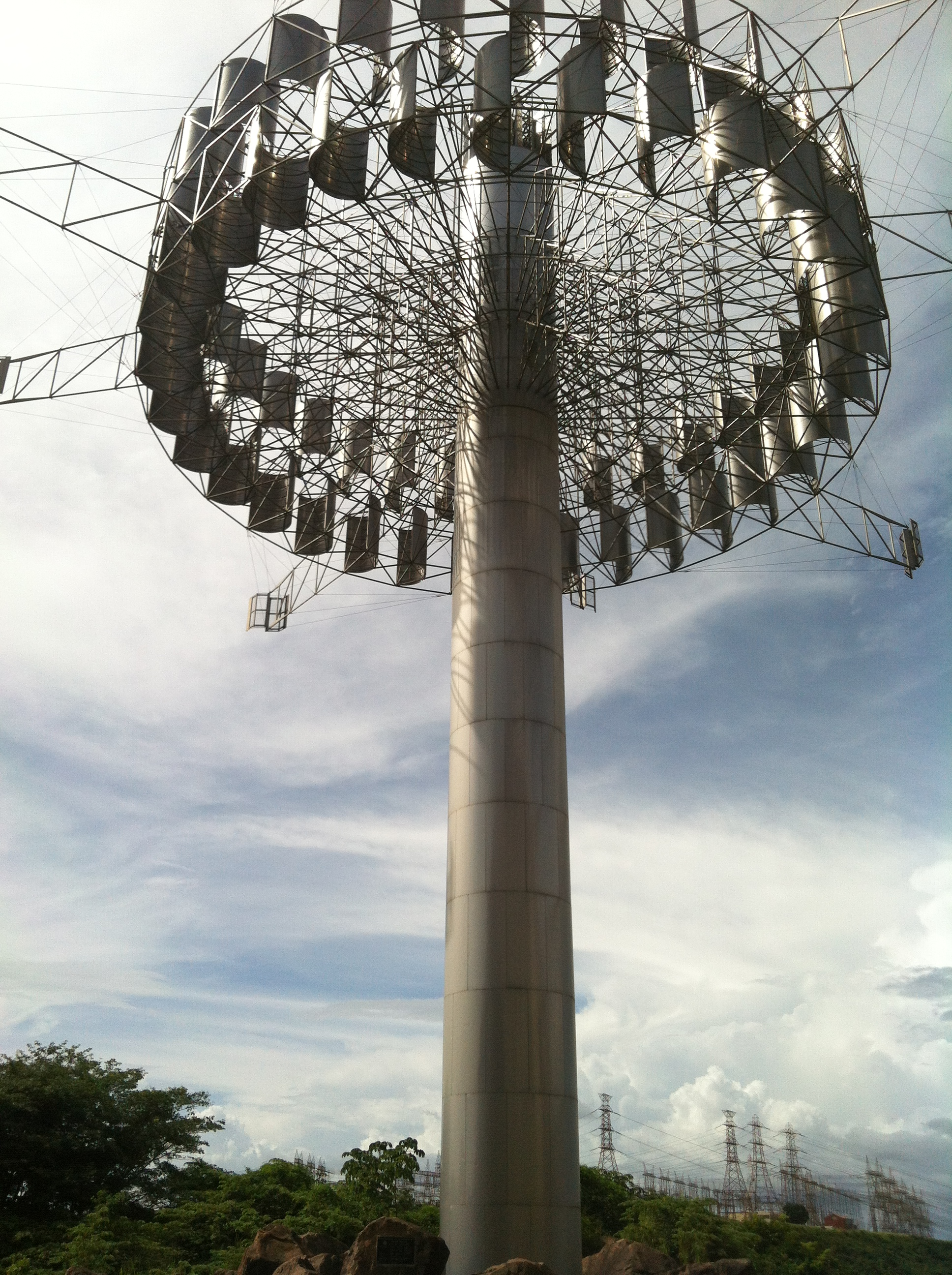
Obra de Alejandro Otero en Represa del Guri Bolívar Venezuela

La Central Hidroeléctrica "Simón Bolívar", ubicada en la Represa del Guri, y antes conocida como Central Hidroeléctrica "Raúl Leoni" (desde 1974 hasta el 2006, cuando se renombró mediante decreto presidencial) se encuentra ubicada en el Estado Bolívar, Venezuela, en el Cañón de Necuima, 100 kilómetros aguas arriba de la desembocadura del río Caroní en el Orinoco. La cuenca del río cuenta con una superficie 95 000 km².
La energía producida por la central hidroeléctrica es consumida por parte de Venezuela, inclusive alimentando parte de la ciudad de Caracas. Además, se vendía hasta septiembre de 2018 una fracción de dicha energía a Brasil mediante la línea Guri-Boa Vista (estado de Roraima). La central tiene una capacidad de producción de 10 000 MW y un estimado de producción anual de 47.000,00 GWh, representando el 38% del total de la electricidad del país.
El lago artificial o embalse inicialmente de 800 km² de superficie formado detrás de la represa se llama embalse de Guri.

## Construcción
La ejecución y planificación de esta obra en su primera fase como proyecto comienza en 1947. la Corporación venezolana de Fomento (CVF) busca el asesoramiento de la empresa  Burs & Roe INC el cual presenta en 1948 el "Plan nacional de electrificación". Antes de iniciar el proyecto se realizó la «Operación Rescate» de la fauna silvestre bajo la dirección de Pedro Trebbau. La excavación se inició en agosto de 1963 y finalizó en 1978, con una capacidad instalada de 2065 MW en 10 unidades generadoras, el embalse a la cota máxima de 215 metros sobre el nivel del mar, y con una inversión total de 5800 millones de dólares. Posteriormente en una segunda etapa se elevaría su capacidad instalada hasta los 10 000 MW para un total de 20 unidades generadoras.
En su construcción colaboró la empresa española "Boetticher y Navarro" (1972). La empresa Hitachi fue seleccionada para la fabricación de las turbinas, la Westinghouse Electric se encargaría de los generadores, Alstom los Transformadores de potencia y Nippon Crane Works las gruas y tubos de aspiración.
En 1975 el proyecto de ampliación de la Sala de Máquinas le valió el Premio Construcción, otorgado por la Cámara Venezolana de la Construcción.
La etapa final de la represa de Guri, concluida en 1986, consistió en la realización de los trabajos siguientes:
- Realzamiento de la represa de gravedad y aliviadero hasta la cota 272 metros sobre el nivel del mar.
- Construcción de dos represas de gravedad una a cada margen del río.
- Construcción de una segunda casa de máquinas con 10 unidades generadoras, de 730 MW cada una, al pie de una represa de gravedad situada en la margen derecha del río.
- Excavación de un segundo canal de descarga.
- Construcción de dos represas de tierra y enrocamiento una a cada margen del río.
- Construcción de los diques de cierre.

La represa de concreto tiene una longitud de 1300 metros y una altura de 162 metros. Cuenta con un aliviadero de 3 canales, que permite la salida del exceso de agua en la época de lluvias (mayo a octubre). La represa fue inaugurada en su totalidad el 8 de noviembre de 1986.
A partir de 2007 la planta fue modernizada en varias etapas con la participación de las empresas Edelca, Andritz, Alstom y ABB.

## Relevancia
La Central Hidroeléctrica "Simón Bolívar" es la tercera más grande del mundo con sus 10 000 MW de capacidad total instalada, (desde su inauguración en 1986 hasta el 2003 fue la más grande en el mundo) superada por el complejo hidroeléctrico de las Tres Gargantas, la Central Hidroeléctrica de Xiloudu ubicada en China en el año 2010, cuando completó el funcionamiento de sus 32 turbinas, y el complejo binacional de Itaipú ubicado entre Brasil y Paraguay inaugurado en 2003.
Durante el periodo de construcción, en 1968, se realiza la «Operación Rescate», una expedición en el que viaja el zoólogo venezolano Pedro Trebbau hasta Guayana y que se propone salvar la mayor cantidad de animales posibles, los cuales, de otro modo, habrían muerto sumergidos por la construcción del embalse para la Represa de Guri. Se lograron rescatar 10 000 animales de 53 especies diferentes.
La central suministra al sistema eléctrico más del 62 % de la energía que se consume en Venezuela.
En cuanto al Embalse de Guri, éste se encuentra en séptimo lugar entre los diez de mayor volumen de agua represada, con 138 000 millones de m³ y una superficie de 4250 km².

## Fallas Eléctricas
Debido a falta de mantenimiento del sistema eléctrico, el día 7 de marzo de 2019 a las 4:56 p. m. ocurrió una falla en el suministro eléctrico, resultando en un desperfecto del sistema de control de energía eléctrica según su demanda, y por medidas automáticas de seguridad, el sistema de control de generación y distribución de la central cesó la generación de electricidad, lo cual ocasionó una pérdida parcial en el sistema de distribución de red de líneas de alta tensión de 735/765 kV AC, lo que se tradujo en un corte masivo del servicio eléctrico en los 24 estados de Venezuela, e incluso afecto la zona fronteriza de Boa Vista en Brasil. Dicha falla se extendió por un periodo de entre 72 a 90 horas, e incluso después de ese tiempo aún había zonas sin servicio. A medida que la falla fue solventada, el servicio se fue restituyendo paulatinamente, pero con inestabilidad. Como otros derivados de esta falla, al día 12 de marzo del mismo año los servicios de transporte masivo como el Metro de Caracas, servicios de agua potable y algunos servicios de telefonía e Internet, estaban inoperativos por completo o con intermitencia. Esta falla ha sido reportada como la más grave en la historia del país latinoamericano. Existe una polémica referente a qué ocasionó la falla. Aunque la planta es analógica, el gobierno lo atribuye a un ataque cibernético "imperialista" haciendo referencia al gobierno de los Estados Unidos.
Un informe de marzo de 2020 detalló que en Guri, hasta marzo de 2020 se tuvo conocimiento de que de 20 turbinas generadoras, solo funcionaban trece.
En diciembre de 2021 ocurrió un fuerte apagón eléctrico que afectó 18 estados venezolanos durante unas seis horas. El apagón empezó a las 2 a. m. de la madrugada y comenzó a restituirse a partir de las 5 a. m. en algunos sectores.
Diferentes profesionales y exministros atribuyen la causa a falta de mantenimiento y falta de personal especializado del sector. Por su parte, Elliott Abrams, el representante especial del gobierno de Donald Trump para Venezuela, negó que Estados Unidos fuese responsable del apagón, directa o indirectamente. Abrams dijo: “la mala gestión, las políticas económicas y la corrupción del régimen son las causas de esos problemas”.
Nueve turbinas en malas condiciones son la causa de la falta de producción de electricidad en el Guri, según dio a conocer el Ing. José Ignacio Casal, expresidente del Colegio de Ingenieros de Venezuela. En octubre de 2019, un diputado de la Unidad Democrática afirmó en un debate de la Asamblea Nacional que el Guri opera a menos del 50 % de su capacidad. El ingeniero electricista y ex viceministro de Energía Víctor Poleo confirmó en una entrevista en agosto de 2021 que en la central hidroeléctrica solo funcionan 9 de las 20 turbinas de las que dispone. El proyecto de hace 50 años atrás fue para abastecer unos 10 000 megavatios, pero la Venezuela de 2021 necesitaba ya unos 20 000 megavatios.